# Gmina Marina
Gmina Marina (chorw. Općina Marina) – gmina w Chorwacji, w żupanii splicko-dalmatyńskiej. W 2011 roku liczyła 4595 mieszkańców.

## Miejscowości
Gmina składa się z następujących miejscowości:
- Blizna Donja
- Blizna Gornja
- Dograde
- Gustirna
- Marina
- Mitlo
- Najevi
- Poljica
- Pozorac
- Rastovac
- Sevid
- Svinca
- Vinišće
- Vinovac
- Vrsine